# Bathyspinula
Bathyspinula is een geslacht van tweekleppigen uit de  familie van de Bathyspinulidae.

## Soorten
- Bathyspinula bogorovi (Filatova, 1958)
- Bathyspinula calcar (Dall, 1908)
- Bathyspinula calcarella (Dall, 1908)
- Bathyspinula excisa (Philippi, 1844)
- Bathyspinula filatovae (Knudsen, 1967)
- Bathyspinula hilleri (Allen & Sanders, 1982)
- Bathyspinula kermadecensis (Knudsen, 1970)
- Bathyspinula knudseni (Filatova, 1976)
- Bathyspinula latirostris Filatova & Schileyko, 1984
- Bathyspinula pelvisshikokuensis (Okutani, 1975)
- Bathyspinula prolata (E. A. Smith, 1885)
- Bathyspinula scheltemai (Allen & Sanders, 1982)
- Bathyspinula sinuata (Thiele & Jaeckel, 1931)
- Bathyspinula subexcisa (Dautzenberg & H. Fischer, 1897)
- Bathyspinula tasmanica (Knudsen, 1970)
- Bathyspinula thorsoni (Filatova, 1976)